# Jenaro Abasolo
Jenaro Abasolo Navarrete (Santiago de Chile,1833 — 1884) fue un filósofo, político, sociólogo e ingeniero chileno, reconocido como uno de los más originales filósofos chilenos.

## Biografía
Jenaro Abasolo, en ocasiones también referido Abásolo, nació en la ciudad de Santiago, el 10 de septiembre de 1833, hijo de José Ramón Abásolo Olivares y doña Rosa Navarrete Borras.
Estudió en el Instituto Nacional, obtuvo el título de agrimensor el 31 de mayo de 1856 por la Universidad de Chile, y se desempeñó como profesor de matemáticas en el Colegio de Minas de Copiapó. Viaja a Perú y Argentina. Reside cierto tiempo en París. Es influenciado por la escuela idealista alemana, particularmente por Kant y Hegel. Amigo y discípulo de Francisco Bilbao. Deísta, crítico del positivismo de Auguste Comte; se distingue por su pensamiento americanista, idealista y social.
Falleció en la ciudad de Santiago, el 3 de octubre de 1884 con 51 años.

## Pensamiento
El pensamiento de Abasolo está reflejado en una de sus principales obras: "La personalidad política y la América del porvenir", publicado póstumamente en 1907. En él "reflexionó sobre las instituciones, prácticas e ideas que determinan y hacen posible la conformación del Estado-nación chileno. Planteó el ideario político-filosófico del país a través de conceptos éticos, estéticos, económicos, sociales, religiosos y educativos. Tomó como referente las ideas de personalidad política hacia América Latina. Además presentó una aguda crítica, en la relación el continente tenía con el pensamiento europeo, estableciendo la necesidad de constituir formas particulares de comprender la propia realidad".
En el libro, el filósofo retrata a América como “inestable, endeble, frágil; como un esbozo, un nacimiento reciente, una aparición aún borrosa, un boceto sin terminar. El americano es, antes que nada, un pueblo joven y como tal, está atravesado por sombras, así como por errores y faltas”.

## Obras
- Dos palabras sobre la América y su porvenir: la Patria, Imprenta chilena, Santiago, 1861.
- La religión de un americano, Imprenta de la Unión Americana, Santiago, 1866. Reedición contemporánea "La Religión de un Americano", Estudio introductorio de Pablo Martínez y Francisco Cordero, Cenaltes Ediciones, Viña del Mar, 2016. ISBN 978-956-9522-05-5.
- La personalidad política: los pobres y los ricos o lo consumado y lo posible, Imprenta de la Patria, Valparaíso, 1872. Reedición contemporánea Los pobres y los ricos o lo consumado y lo posible, Estudio introductorio de Rodrigo Castro Orellana y Martín Ríos López, Cenaltes Ediciones, Viña del Mar, 2015. ISBN 978-956-9522-02-4
- La pesonnalité, Typographie Ve, Bruxelles, 1877.  Reedición contemporánea "La personalidad" Traducción, Estudio Introductorio y Notas de Pablo Martínez y Francisco Cordero. Cenaltes Ediciones, Viña del Mar, 2020. ISBN: 978-956-9522-21-5
- La personalidad política y la América del porvenir, Imprenta y Encuadernación Universitaria, Santiago, 1907. Reedición contemporánea La personalidad Política y la América del porvenir, Edición, Estudio Introductorio, Notas y Apéndice de Pablo Martínez y Francisco Cordero, Ediciones Universitarias de Valparaíso, Valparaíso, 2013. ISBN 978-956-17-0568-5